# 弗里澤姆嶺
73°33′S 94°14′W / 73.550°S 94.233°W
弗里澤姆嶺（英語：Prism Ridge）是南極洲的山嶺，位於埃爾斯沃思地，處於邦納博穹丘西南面3.7公里，屬於瓊斯山的一部分，由明尼蘇達大學命名和繪入地圖。